# جایزه سال بهترین تازه‌کار ان‌بی‌ای
جایزه سال بهترین تازه‌کار ان‌بی‌ای (انگلیسی: NBA Rookie of the Year Award) جایزه سالانه‌ای است که توسط انجمن ملی بسکتبال با توجه درخشش بازیکن تازه‌کار در فصل جاری ان بی ای داده می‌شود.